# Zygaenoidea
Zygaenoidea је натпородица ноћних лептира (Heterocera), из реда лептира (Lepdioptera).

## Породице
У оквиру ове натпородице налази се 13 породица:
- Aididae
- Anomoeotidae
- Cyclotornidae
- Dalceridae
- Epipyropidae
- Heterogynidae
- Himantopteridae
- Lacturidae
- Limacodidae
- Megalopygidae
- Phaudidae
- Somabrachyidae
- Zygaenidae